# ハンプシャー種

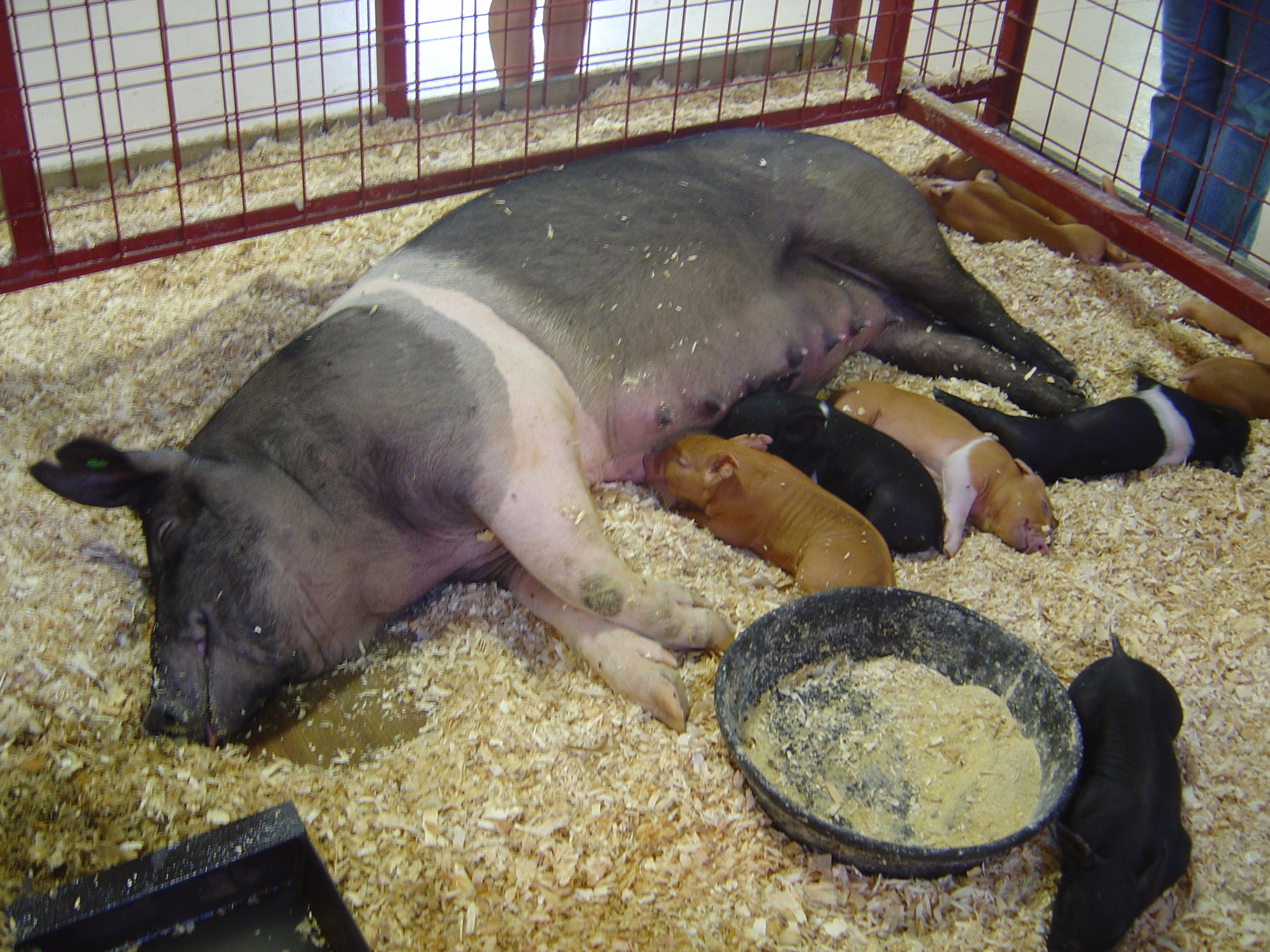
子豚たちに乳をやるハンプシャー種

ハンプシャー種(英: Hampshire pig)は、ブタの品種である。
イギリスのハンプシャー州を原産とするウェセックス・サドルバック種がアメリカ合衆国に輸入され、ケンタッキー州、マサチューセッツ州で改良を加えられた。当初は輸入した人物名からMckyと呼ばれていたり、皮膚が薄いことからスインリンド種(Thin Rind)とも呼ばれていたが、1904年にはハンプシャーの呼び名で統一された。
体色は黒。背から前肢にかけて幅10センチメートルから30センチメートルほどの帯状の白斑があり、原種であるウェセックス・サドルバック種に由来している。産子数はやや少なめではあるが、哺育能力には優れている。脂肪分が薄く、筋肉量が多いため、赤肉やロースに適している。アメリカ合衆国では最も登録頭数が多い品種である。
日本にも輸入されており、交雑用の種雄豚として数多く利用されている。